# جورج ألكسندر درو
جورج ألكسندر درو (بالإنجليزية: George Alexander Drew)‏ (مواليد 7 مايو 1894-وفيات 4 يناير 1973) محام وزعيم سياسي كندي عين وكيلا لرئيس المحكمة العليا باونتاريو 1926 ورئيسا لها 1929 وانتخب 1938 رئيسا للحزب المحافظ باونتاريو وظل رئيسا لوزارئها ووزيرا للتربيه (1943-1948) قام باصلاحات تربويه عديده كان رئيسا للحزب التقدمي المحافظ في كندا (1948-1956) والمندوب السامي لكندا في المملكة المتحدة (1957-1964)